# Festival Het Accordeon
Festival Het Accordeon is een muziekevenement met concerten waarin het accordeon centraal staat en dat plaatsvindt in Deventer en Arnhem. Educatie en participatie zijn onderdeel van het programma.

## Geschiedenis
Van 1993 tot en met 1997 vond het festival jaarlijks plaats in Deventer. Het is bedacht en werd georganiseerd door theaterbureau John Karrenbeld. Naast de Deventer Schouwburg waren er andere concertlocaties, zoals de Bergkerk, Broederenkerk, Theater Bouwkunde, de Synagoge, Etty Hillesum Centrum en het Penninckhuis. In 2000 kwam de organisatie in handen van Stichting Het Accordeon. Het werd een tweejaarlijks festival. Trekharmonica en mondharmonica kregen, met de bandoneon, een vaste plaats in het programma en er werd samengewerkt met het Orkest van het Oosten, ArtEZ-conservatorium en Kunstencentrum de Leeuwenkuil. 
Toots Thielemans en Carel Kraaijenhof hebben op het festival concerten gegeven.

## Compositieopdrachten
| Jaar | Compositieopdrachten |
| ---- | --- |
| 1993 | “Vegelin Suite” voor accordeonorkest – Jacob de Haan                                                                                     |
| 2002 | "Nuages Blancs" - Annette Kruisbrink |
| 2002 | “Tropical Fruit“- Pieter van der Staak                                                                                                   |
| 2006 | Beelden uit de film “Le Fabuleux Destin d'Amélie Poulain” met muziek van Yann Tiersen gearrangeerd voor accordeonorkest door Marc Belder |
| 2006 | Een werk voor accordeon en strijkers - Gustavo Beytelmann                                                                                |
| 2008 | “Ad Astrum” Concert voor bayan en orkest - Anatolijus Sendrovas                                                                          |
| 2008 | “Accordeonmisdaden” naar het boek van Annie Proulx, muziek - Gerie Daanen, gedichten en beeldcompositie – Harke Kuipers                  |
| 2010 | “Victoria” voor Accordeon en Big Band - Joan Reinders voor zijn Millennium Jazz Orchester en de accordeonist Frank Marocco               |
| 2012 | Drei Aphorismen voor accordeon, strijkkwartet en basklarinet - Mareike Lenz                                                              |